# Pluto Kuiper Express

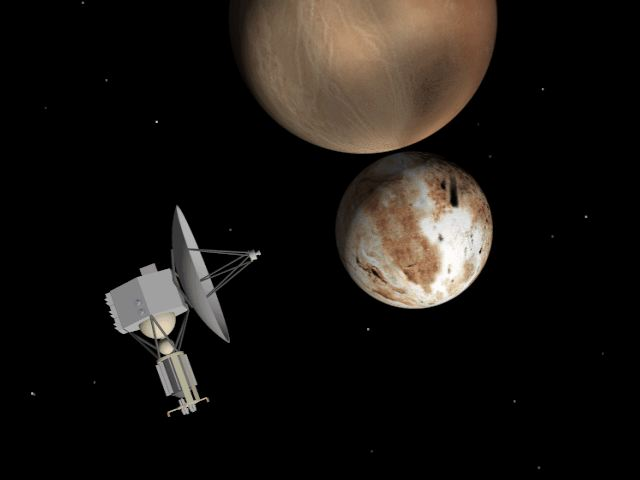
Pluto Kuiper Express – wizja artysty

Pluto Kuiper Express – anulowana w 2000 roku misja sondy kosmicznej agencji NASA. Miała badać Plutona i obiekty pasa Kuipera. Została odwołana ze względów finansowych. Zastąpiła ją New Horizons.

## Terminarz misji
Sonda miała być wystrzelona w grudniu 2004 roku. W 2012 miała dotrzeć do Plutona. 

## Założenia misji
Podstawowymi założeniami misji były:
1. Scharakteryzować Plutona i Charona pod względem geologicznym i geomorfologicznym.
2. Pozyskać zdjęcia Plutona na mapy powierzchni.
3. Określić skład i właściwości atmosfery Plutona.

W tym celu sonda miała w 2012 przelecieć w pobliżu układu Pluton-Charon.
Po osiągnięciu podstawowych założeń sonda miała oddalić się od Plutona w celu zbadania co najmniej jednego z dużych obiektów pasa Kuipera.

## Dane sondy
Masa sondy miała wynieść ok. 220 kg (z tego instrumenty pomiarowe 7 kg). Zasilanie miał zapewnić radioizotopowy generator termoelektryczny (planowano użyć jednego z zapasowych generatorów sondy Cassini). 
Instrumenty pomiarowe: sprzęt fotograficzny, spektrometry UV (do badań atmosfery) i IR (do map powierzchni), oscylator ultrastabilny (USO). Pierwotnie planowano również użycie do badania atmosfery rosyjskich próbników Zond. Komputer pokładowy: oparty na RISC, 1,5 MIPS, zdolny do przetwarzania strumienia danych rzędu 5 Mbps. Antena o średnicy 1,47 m miała być stabilizowana przez system nawigacji gwiezdnej.